# Huejuquilla el Alto
Huejuquilla el Alto é um município do estado de Jalisco, no México.
Em 2005, o município possuía um total de 7.926 habitantes.